# Atrichopogon thienemanni
Atrichopogon thienemanni är en tvåvingeart som beskrevs av Jean-Jacques Kieffer 1921. Atrichopogon thienemanni ingår i släktet Atrichopogon och familjen svidknott. Inga underarter finns listade i Catalogue of Life.